# Hôn nhân cùng giới ở Guerrero
Hôn nhân cùng giới ở Guerrero sắp được hợp pháp. Nghị viện bang đã thông qua quyết định hợp pháp hóa hôn nhân cùng giới vào ngày 25 tháng 10, 2022. Nó sẽ có hiệu lực khi được xuất bản trong công báo chính thức của bang.

## Lịch sử pháp lí
Quyết định được thông qua với số phiếu 38–6 và 2 phiếu trắng vào ngày 25 tháng 10, 2022.